# Финляндия на летних Олимпийских играх 1952
На Летних Олимпийских играх 1952 года Финляндию представляло 258 спортсменов (228 мужчины и 30 женщин), выступивших в 18 видах спорта. Они завоевали 6 золотых, 3 серебряных и 13 бронзовых медалей, что вывело финскую сборную на 8-е место в неофициальном командном зачёте.

## Спортсмены
В фехтовальной сборной Финляндии выступили отец и дочь Шёбломы.

## Медалисты
| Медаль  | Спортсмен | Вид спорта                  | Дисциплина                                           |
| ------- | --- | --------------------------- | ---------------------------------------------------- |
| Золото  | Келпо Грёндаль | Борьба                      | Мужчины, греко-римская борьба, до 87 кг              |
| Золото  | Пентти Хямяляйнен | Бокс                        | Мужчины, до 54 кг                                    |
| Золото  | Торвальд Стрёмберг | Гребля на байдарках и каноэ | Мужчины, байдарка-одиночка, 10000 м                  |
| Золото  | Курт Вирес Юрьё Хиетанен                                                                                                   | Гребля на байдарках и каноэ | Мужчины, байдарка-двойка, 10000 м                    |
| Золото  | Курт Вирес Юрьё Хиетанен                                                                                                   | Гребля на байдарках и каноэ | Мужчины, байдарка-двойка, 1000 м                     |
| Золото  | Сильви Саймо | Гребля на байдарках и каноэ | Женщины, байдарка-одиночка, 500 м                    |
| Серебро | Калерво Раухала | Борьба                      | Мужчины, греко-римская борьба, до 79 кг              |
| Серебро | Торвальд Стрёмберг | Гребля на байдарках и каноэ | Мужчины, байдарка-одиночка, 1000 м                   |
| Серебро | Вильхо Юлёнен | Стрельба                    | Мужчины, малокалиберная винтовка с 3-х позиций, 50 м |
| Бронза  | Тойво Хюутияйнен | Лёгкая атлетика             | Мужчины, метание копья                               |
| Бронза  | Лео Хонкала | Борьба                      | Мужчины, греко-римская борьба, до 52 кг              |
| Бронза  | Тауно Кованен | Борьба                      | Мужчины, греко-римская борьба, свыше 87 кг           |
| Бронза  | Эркки Пакканен | Бокс                        | Мужчины, до 60 кг                                    |
| Бронза  | Эркки Маллениус | Бокс                        | Мужчины, до 63,5 кг                                  |
| Бронза  | Харри Сильяндер | Бокс                        | Мужчины, до 81 кг                                    |
| Бронза  | Илькка Коски | Бокс                        | Мужчины, свыше 81 кг                                 |
| Бронза  | Онни Лаппалайнен Берндт Линдфорс Пааво Аалтонен Кайно Лемпинен Хейкки Саволайнен Калеви Лайтинен Калеви Вискари Олави Рове | Спортивная гимнастика       | Мужчины, командное первенство                        |
| Бронза  | Вейкко Ломми Кауко Вахлстен Ойва Ломми Лаури Невалайнен                                                                    | Академическая гребля        | Мужчины, четвёрки                                    |
| Бронза  | Олави Оянперя | Гребля на байдарках и каноэ | Мужчины, каноэ-одиночка, 1000 м                      |
| Бронза  | Эрнст Вестерлунд Пауль Сьёберг Рагнар Янссон Йонас Конто Рольф Туркка                                                      | Парусный спорт              | Мужчины, класс «6 метров»                            |
| Бронза  | Тауно Мяки | Стрельба                    | Мужчины, стрельба по движущейся мишени, 100 м        |
| Бронза  | Олави Маннонен Луари Вилькко Олави Рокка                                                                                   | Современное пятиборье       | Мужчины, командное первенство                        |

## Результаты соревнований

### Академическая гребля
Соревнования в академической гребле на Играх 1952 года проходили с 20 по 23 июля. В следующий раунд из каждого заезда проходили несколько лучших экипажей (в зависимости от дисциплины). Впервые с 1928 года для проигравших в полуфинале спортсменов был введён ещё один отборочный заезд. В финал A выходили 5 сильнейших экипажей.
Мужчины
| Соревнование | Спортсмены                 | Предварительный заезд | Предварительный заезд | Предварительный заезд | 1-й отборочный заезд | 1-й отборочный заезд | 1-й отборочный заезд | Полуфинал             | Полуфинал             | Полуфинал             | 2-й отборочный заезд  | 2-й отборочный заезд  | 2-й отборочный заезд  | Финал                 | Финал                 |
| Соревнование | Спортсмены                 | Заезд                 | Время                 | Место                 | Заезд                | Время                | Место                | Заезд                 | Время                 | Место                 | Заезд                 | Время                 | Место                 | Время                 | Место                 |
| ------------ | -------------------------- | --------------------- | --------------------- | --------------------- | -------------------- | -------------------- | -------------------- | --------------------- | --------------------- | --------------------- | --------------------- | --------------------- | --------------------- | --------------------- | --------------------- |
| одиночки     | Севи Хольмстен             | 1                     | 7:52,1                | 3                     | 1                    | 7:37,2               | 2                    | завершил выступление  | завершил выступление  | завершил выступление  | завершил выступление  | завершил выступление  | завершил выступление  | завершил выступление  | завершил выступление  |
| двойки       | Бенгт Альстрём Стиг Винтер | 4                     | 8:06,7                | 4                     | 1                    | 7:47,9               | 4                    | завершили выступление | завершили выступление | завершили выступление | завершили выступление | завершили выступление | завершили выступление | завершили выступление | завершили выступление |